# Punta del Romeu
La Punta del Romeu és una muntanya de 499 metres que es troba al municipi de Pira, a la comarca de la Conca de Barberà.